# Otakar Keller
Otakar Keller (27. ledna 1945, Kutná Hora – 27. května 2014, Praha) byl český lékař (neurolog) a aktivní člen Českobratrské církve evangelické.

## Život
Narodil se v Kutné Hoře, kde byl jeho dědeček praktickým lékařem. Byl jedenkráte ženatý a měl čtyři děti. Po absolvování gymnázia v Praze 2, Londýnské ulici, vystudoval v letech 1962–1968 Fakultu všeobecného lékařství Karlovy univerzity v Praze. V letech 1969(?) - 1980 pracoval ve Fyziologickém ústavu ČSAV. Od roku 1980 pracoval na Neurologické klinice ILF (později IPVZ) Thomayerovy nemocnice.

## Církev
Otakar Keller byl aktivním členem Českobratrské církve evangelické. Byl kurátorem pražského sboru ČCE U Salvátora, členem mnoha komisí a poradních odborů. Byl členem seniorátního výboru Pražského seniorátu a zasedal i v synodu ČCE.